# فيالبا دي بيريخيل
بلدية فيالبا دي بيريخيل (بالإسبانية: Villalba de Perejil) هي بلدية تقع في مقاطعة سرقسطة التابعة لمنطقة أراغون شمال شرق إسبانيا.

## الديموغرافيا
بلغ عدد سكان بلدية فيالبا دي بيريخيل 113 نسمة عام 2011 (وفقاً للمعهد الوطني الإسباني للإحصاء).
| 126 | 117 | 118 | 123 | 117 | 111 | 113 |